# Всегда побеждающая армия
Всегда побеждающая армия (кит. 常胜军) — существовавшее в 1860—1864 годах в Шанхае китайское военное формирование, обученное и вооружённое по европейскому образцу.

## История
Создателем «Всегда побеждающей армии» был американский авантюрист Фредерик Вард. В 1860 году он был нанят шанхайским Бюро по борьбе с пиратством и зарекомендовал себя с хорошей стороны. Когда к Шанхаю подошли повстанцы-тайпины, то в связи с низкой боевой эффективностью китайских правительственных войск китайские работодатели Варда поручили ему создать для борьбы с тайпинами вооружённое формирование из находившихся в Шанхае европейцев. Созданный Вардом «Отряд иностранного оружия» нанёс тайпинам ряд поражений, но в конце концов понёс серьёзные потери и был разбит, а сам Вард был ранен и в конце 1860 года был вынужден уехать на лечение.
Вернувшись весной 1861 года, он восстановил свой отряд. В связи с тем, что Вард предлагал своим бойцам высокое жалованье, с находившихся в Шанхае британских кораблей началось дезертирство. Чтобы избежать ареста, Вард принял китайское подданство. После того, как в мае 1861 года Отряд иностранного оружия вновь потерпел поражение от тайпинов, Вард решил подготовить большое вооружённое формирование из китайцев, используя лучших оставшихся в его распоряжении европейцев в качестве офицеров.
К январю 1862 года Вард подготовил отряд из тысячи человек, который в феврале нанёс тайпинам ряд крупных поражений. В марте 1862 года Цинское правительство официально присвоило отряду Варда название «Всегда побеждающая армия».
В течение 1862 года «Всегда побеждающая армия» вновь и вновь оправдывала своё названия, громя своих противников, часто занимавших укреплённые позиции. В связи с тем, что тайпины имели гигантское численное превосходство, и войска постоянно приходилось перебрасывать на новые места, в условиях плохой дорожной сети Вард стал использовать для транспортировки войск реки и каналы. Для обеспечения безопасности речных путей он вооружил несколько речных пароходов, которые стали служить одновременно и транспортами, и мобильной артиллерией. Впоследствии Ли Сючэн приписал своё поражение в районе Сучжоу именно западным пароходам: по его мнению его войска могли справляться с «заморскими дьяволами» на земле, но речные силы противостоять западным пароходам были бессильны.
Хотя репутация Варда продолжала расти, изначальные подозрения маньчжурских властей по отношению к нему также росли: Вард не стал брить лоб, как этого требовали законы Цинской империи, не носил официальную маньчжурскую одежду. В результате войска под командованием Варда были ограничены в размерах, а его самого начали «затирать».
Вард был смертельно ранен 21 сентября 1862 года в битве при Цыси, в районе Нинбо, получив пулю в живот. Вард хотел, чтобы армию после его смерти возглавил филиппинец Маканайя, однако командование взял на себя заместитель Варда американец Бёджевайн. Однако Бёджевайн вскоре предал Цинскую империю и присоединился к повстанческой армии Ли Шисяня, а «Всегда побеждающую армию» возглавил англичанин Гордон. Под руководством Гордона «Всегда побеждающая армия», взаимодействуя с китайскими правительственными войсками, выиграла ряд финальных сражений, приведших к поражению восстания тайпинов. Однако строгая приверженность Гордона к дисциплине привела к тому, что из армии началось дезертирство и случился ряд мятежей. В последний год существования «Всегда побеждающей армии» Гордон набирал пополнение из пленных тайпинов, выразивших желание сменить сторону, что привело к падению её эффективности. В мае 1864 года «Всегда побеждающая армия» была официально распущена. Согласно финальной платёжной ведомости, на момент роспуска в ней было 104 иностранных офицера и 2288 китайских солдат.

## Структура
«Отряд европейского оружия» состоял из 200 европейцев, навербованных в Шанхае. Основная их часть была распущена в 1861 году, а оставшиеся стали офицерами среди 1200 китайских солдат. К маю 1862 года под началом Варда было 3000 китайских солдат, вооружённых европейским оружием и экипированных британскими властями в Шанхае.

### Пехота
Пехота «Всегда побеждающей армии» была организована в батальоны, которые Вард называл «полками». В 1864 году имелось шесть «полков» размером от 250 до 650 человек. Каждый «полк» состоял из шести рот, каждая рота состояла из двух офицеров-иностранцев, семерых сержантов-китайцев и до 80 китайцев-рядовых. На «полк» имелся один переводчик с китайского, хотя все команды отдавались исключительно на английском.
Вард также создал отдельное подразделение телохранителей из филиппинцев, численностью в 200—300 человек. При Гордоне это подразделение состояло из роты иностранцев (как европейцев, так и африканцев) и сотни избранных китайских солдат.

### Артиллерия
В 1863 году у «Всегда побеждающей армии» была своя артиллерия, состоящая из шести батарей тяжёлой и лёгкой артиллерии. В каждой батарее было пять иностранных офицеров, 19 китайских сержантов и 120—150 китайцев-канониров.

### Речной флот
У Варда была флотилия из 12 речных колёсных пароходов (купленных либо взятых в аренду), поддержанных 30-50 вооружёнными китайскими джонками. При Гордоне эта флотилия сократилась до двух пароходов, но затем их число постепенно возросло до шести. В носовой части судов (и пароходов, и джонок) ставились пушки, калибром от 9 до 12 фунтов. Крупнейшим кораблём был «Хайшэн», который имел 90 футов в длину и был вооружён 32-фунтовой пушкой и 12-фунтовой гаубицей.